# Rizoktonioza

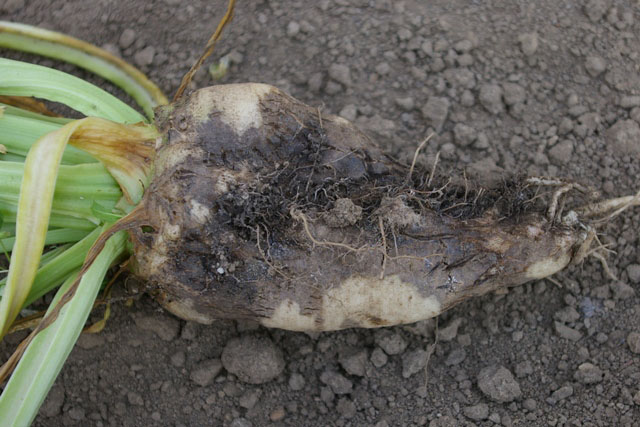
Rizoktonioza na korzeniu buraka cukrowego

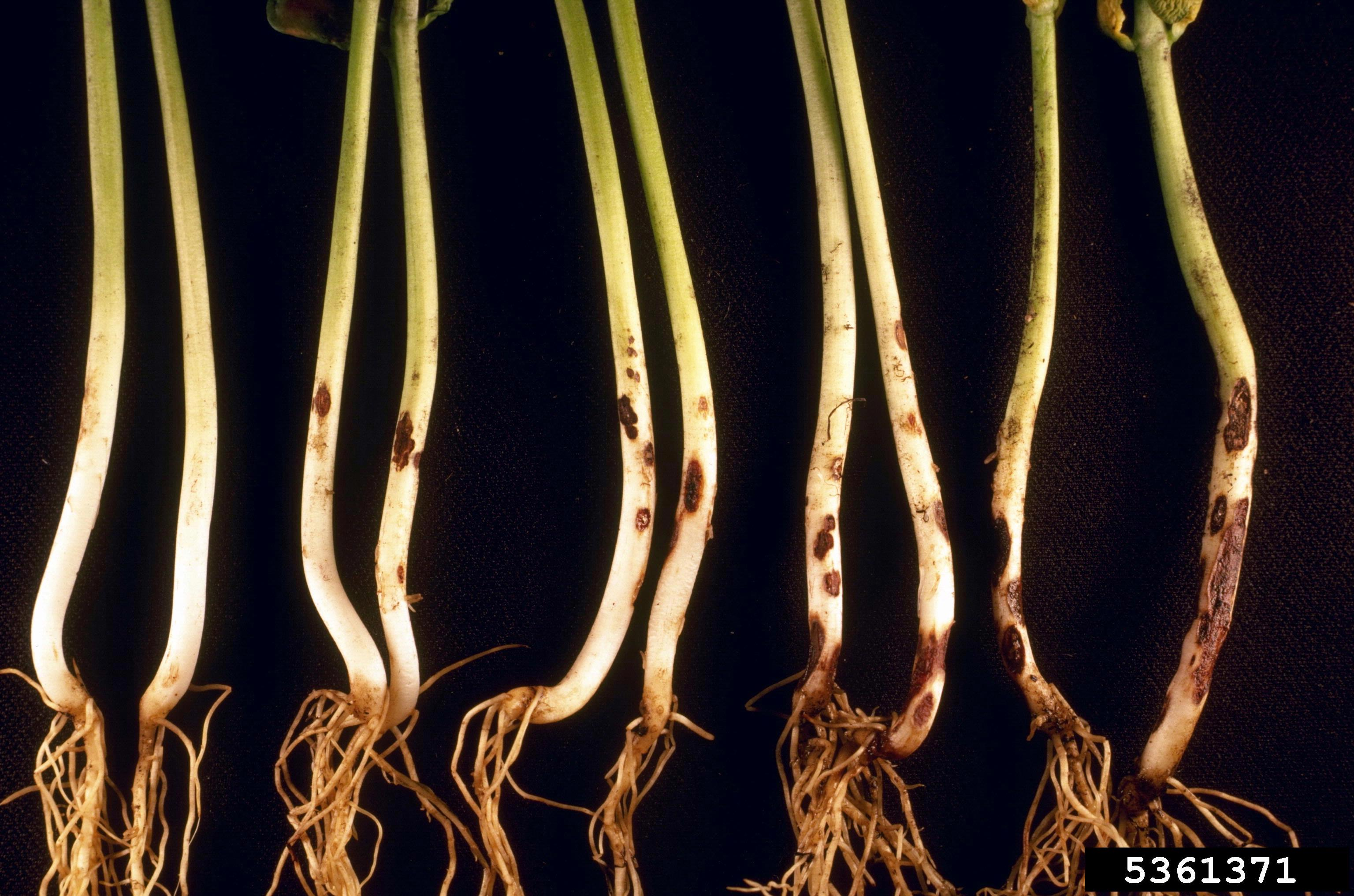
Rizoktonioza siewek fasoli

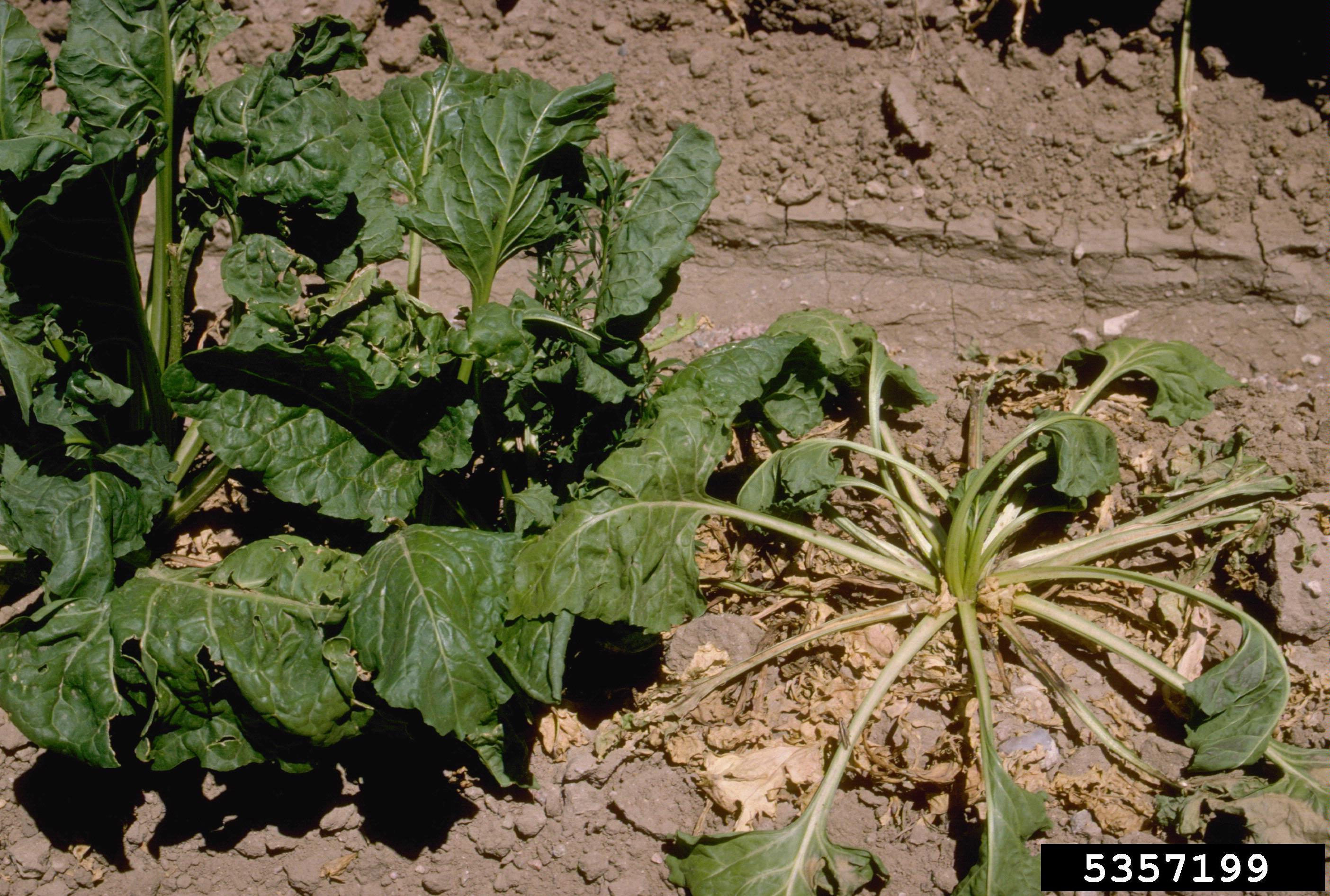
Rizoktonioza na pędzie nadziemnym buraka cukrowego

Rizoktonioza – grupa grzybowych chorób roślin. Początkowo znany był tylko jeden wywołujący ją patogen – (Rhizoctonia solani), stąd nazwa choroby. Później okazało się, że oprócz niego chorobę tę czasami wywołują także inne gatunki grzybów.
Rhizoctonia solani pasożytuje na ponad 300 gatunkach roślin, m.in. na buraku cukrowym, kukurydzy, ziemniaku, rzepaku, zbożach, pomidorze, kapuście i in. Niektóre z wywoływanych przez niego chorób mają własną nazwę, np. rizoktonioza ziemniaka, ostra plamistość oczkowa, brunatna zgnilizna korzeni. Pozostałe są opisywane ogólnie jako rizoktoniozy, np. rizoktonioza papryki, rizoktonioza fasoli itp. Rizoktoniozy występujące na młodych roślinach są rodzajem zgorzeli siewek.
Rhizoctonia solani występuje w glebie, głównie w postaci przetrwalnikowych sklerocjów, dużo rzadziej w postaci grzybni. Źródłem zakażenia mogą być także porażone bulwy, korzenie czy nasiona. W glebie sklerocja mogą przetrwać przez wiele lat. Rozprzestrzeniany jest podczas zabiegów agrotechnicznych. Zaczyna się rozwijać pod wpływem substancji chemicznych wydzielanych przez rosnącą roślinę lub powstających przy rozkładzie organicznych resztek roślinnych. Może wniknąć do rośliny zarówno przez naturalne otwory i uszkodzenia naskórka, jak i przez zdrowy naskórek rozpuszczając za pomocą enzymów chroniącą go kutykulę. Atakuje głównie podziemne części rośliny i przyziemne części pędu. Widoczne są na nich objawy w postaci brunatnych plam, często wgłębionych. Powoduje to osłabienie wzrostu siewek i obumieranie niektórych z nich. Uszkodzenie przez grzybnię wiązek przewodzących powoduje zaburzenia w transporcie wody, soli mineralnych i asymilatów skutkujące obumieraniem części roślin. Szczególnie podatne na rizoktoniozę są młode i szybko rosnące rośliny.

## Rizoktoniozy roślin uprawnych w Polsce
- rizoktonioza alstremerii (Rhizoctonia solani)
- rizoktonioza asparagusa (Rhizoctonia solani)
- rizoktonioza bluszczu (Rhizoctonia solani)
- rizoktonioza bobiku (Rhizoctonia solani)
- rizoktonioza buraka (Rhizoctonia solani)
- rizoktonioza buwardii (Rhizoctonia solani)
- rizoktonioza celozji (Rhizoctonia solani)
- rizoktonioza cynerarii (Rhizoctonia solani)
- rizoktonioza cyperusa (Rhizoctonia solani)
- rizoktonioza chryzantemy (Rhizoctonia solani)
- rizoktonioza dalii (Rhizoctonia solani)
- rizoktonioza eschynantusa (Rhizoctonia solani)
- rizoktonioza eustomy (Rhizoctonia solani)
- rizoktonioza fiołka afrykańskiego (Rhizoctonia solani)
- rizoktonioza fuksji (Rhizoctonia solani)
- rizoktonioza gipsówki (Rhizoctonia solani)
- rizoktonioza goździka (Rhizoctonia solani)
- rizoktonioza hiacynta (Rhizoctonia solani)
- rizoktonioza irysa (Rhizoctonia solani)
- rizoktonioza kaktusów (Rhizoctonia solani)
- rizoktonioza krotonu (Rhizoctonia solani)
- rizoktonioza lewkonii (Rhizoctonia solani)
- rizoktonioza liatry (Rhizoctonia solani)
- rizoktonioza lilii (Rhizoctonia solani)
- rizoktonioza lucerny (Rhizoctonia solani)
- rizoktonioza marchwi (Athelia arachnoidea, Helicobasidium purpureum)
- rizoktonioza poincecji (Rhizoctonia solani)
- rizoktonioza pokrzywca (Rhizoctonia solani)
- rizoktonioza soi (Rhizoctonia solani)
- rizoktonioza tojadu (Rhizoctonia solani)
- rizoktonioza trachelium (Rhizoctonia solani)
- rizoktonioza traw (Rhizoctonia sp.)
- rizoktonioza tulipana (Rhizoctonia solani)
- rizoktonioza zawilca (Thanatephorus cucumeris)
- rizoktonioza ziemniaka (Rhizoctonia solani)[1].

## Ochrona
Ochrona przed rizoktoniozami polega na:
- używaniu podczas siewu czy sadzenia bulw i nasion wolnych od patogenu lub zaprawianych fungicydami,
- zmianowaniu roślin,
- dobór pod uprawę ze stanowisk z glebą przepuszczalną i szybko się nagrzewającą,
- odkażanie termiczne lub chemiczne podłoża w szklarniach,
- opryskiwanie roślin lub doglebowe stosowanie fungicydów zawierających chlorotalonil, tiofanat-metylu i iprodione,
- na plantacjach ziemniaków skracanie okresu ich przebywania w ziemi przez sadzenie bulw podkiełkowanych i wykopki zaraz po dojrzeniu bulw[5][2].